# Sweeney Todd: Ďábelský holič z Fleet Street
Sweeney Todd: Ďábelský holič z Fleet Street (v anglickém originále Sweeney Todd: The Demon Barber of Fleet Street) je americko-britský hororový film z roku 2007. Režisérem filmu je Tim Burton. Hlavní role ve filmu ztvárnili Johnny Depp, Helena Bonham Carter, Alan Rickman, Timothy Spall a Jayne Wisener.

## Ocenění
Dante Ferretti a Francesca Lo Schiavo získali Oscara za výpravu k tomuto filmu. Film získal Zlatý glóbus za nejlepší komedii či muzikál. Johnny Depp získal Zlatý glóbus za roli v tomto filmu, nominován byl i na Oscara. Film získal dále nominaci na Oscara (kategorie nejlepší kostýmy), na dva Zlaté glóby (nejlepší herečka v komedii a muzikálu a nejlepší režie) a na dvě ceny BAFTA (kategorie nejlepší kostýmy a masky).

## Obsazení
| Johnny Depp          | Benjamin Barker/Sweeney Todd |
| Helena Bonham Carter | Nellie Lovett                |
| Alan Rickman         | soudce Turpin                |
| Timothy Spall        | Beadle Bamford               |
| Jayne Wisener        | Johanna Barker               |
| Sacha Baron Cohen    | Adolfo Pirelli/Davy Collins  |
| Jamie Campbell Bower | Anthony Hope                 |
| Laura Michelle Kelly | Lucy Barker                  |